# William J. Abernathy
William J. Abernathy (Columbia, 21 de noviembre de 1933-Boston, 29 de diciembre de 1983) fue un profesor estadounidense en la Escuela de negocios Harvard. Con sus estudios empíricos de la industria automotriz, Abernathy contribuyó a explicar el declive industrial de la industria automotriz de Estados Unidos e influyó en el pensamiento de la gerencia para que prestara más atención a la innovación y la toma de decisiones estratégicas a largo plazo.

## Primeros años
William J. Abernathy nació el 21 de noviembre de 1933 en Columbia, Tennessee. Se graduó de la Universidad de Tennessee con un título en Ingeniería Eléctrica. Luego recibió una maestría en Administración de Empresas en 1964 y un doctorado en 1967 de la Escuela de Negocios de Harvard. Uno de sus mentores fue el profesor Wickham Skinner.

## Carrera profesional
Fue el primer profesor William Barclay Harding de Gestión y Tecnología en la Escuela de Graduados en Administración de Empresas.
Junto con sus colegas, fue uno de los primeros en señalar que la dirección de la industria estadounidense era la culpable del declive industrial en lugar de la competencia japonesa emergente o el aumento de las luchas laborales. En su investigación, Abernathy estudió la industria del automóvil y enfatizó la relación entremezclada entre producto y producción. Al introducir la noción del "dilema de la productividad", criticó el enfoque de los gerentes estadounidenses en las ganancias a corto plazo a expensas de la innovación y la competitividad tecnológica.
Abernathy fue uno de los primeros contribuyentes clave del influyente Programa Internacional de Vehículos Motorizados. Su influencia en los investigadores europeos, entre otros, es notable porque su crítica de la producción en masa dominante fue rápidamente recogida y extendida para informar las teorías sobre la innovación y el diseño integrado de productos.

## Vida personal
Estaba casado con Claire Abernathy. Tuvieron dos hijas, Evelyn y Jannine. Residieron en Lexington, Massachussets.
Abernathy falleció el 29 de diciembre de 1983 en Boston.